# Юдин, Яков Иванович
Я́ков Ива́нович Ю́дин (1879 — 5 ноября 1954) — советский животновод, старший конюх, Герой Социалистического Труда (1949).

## Биография
Родился в селе Колежма в семье рыбака.
С 1931 г. член рыболовецкого колхоза «Заря Севера», работал конюхом, старшим конюхом. С 1932 года — заведующий коневодческой фермой колхоза.
За годы работы в колхозе Юдин вырастил при конюшенном содержании 250 жеребят улучшенной поморской породы лошадей.
Указом Президиума Верховного Совета СССР от 30 июля 1949 г. старшему конюху Я. И. Юдину за высокие показатели в сфере животноводства присвоено звания Героя Социалистического Труда.
В 1954 г. Я. И. Юдин был участником Всесоюзной сельскохозяйственной выставки.

## Память
В 1969 г. в с. Колежме открыт памятник — бронзовый бюст, автор — скульптор П. М. Криворуцкий.
Награды и документы Я. И. Юдина хранятся в Национальном музее Республики Карелия.